# Кунфи, Жигмонд
Жигмонд Кунфи (венг. Kunfi Zsigmond), при рождении Жигмонд Кон (нем. Zsigmond Kohn; 28 апреля 1879, Надьканижа — 18 ноября 1929, Вена) — венгерский политик; в Австро-Венгрии — министр по делам Хорватии, в независимой Венгрии — министр труда и социальной политики, а также министр образования.

## Биография
Сын Бенедека Кунштеттера, школьного учителя, и Янки Кон. Окончил среднюю школу, в 1903 году окончил Клужское педагогическое училище по специальности «учитель немецкого языка». Преподавал в реальном училище Темешвара (Тимишоары). Интересовался идеологическими взглядами Карла Каутского. Вступил в Венгерскую социал-демократическую партию, за что был уволен с работы. В Тимишоаре присоединился к местной масонской ложе, после чего переехал в Будапешт и с 1907 года стал редактором газеты «Népszava» (венг. Народный голос). В Будапеште одним из соратников Кунфи стал Оскар Яси, также состоявший в самой радикальной политически масонской ложе. С 1908 по 1914 годы Кунфи был редактором журнала «Szocializmus». Состоял в дружественных отношениях с поэтом Эндре Ади, поддерживая его революционные настроения и организацию «Двадцатый век». Стихи Ади публиковались во множестве журналов благодаря стараниям Кунфи.
В 1918 году после начала революционных движений в Австро-Венгрии Кунфи был избран в Национальный совет Венгрии. В правительстве Михая Каройи он был министром труда и социального обеспечения (без портфеля), а также министром по делам Хорватии, Славонии и Далмации. В правительстве Денеша Беринкеи он занимал пост министра образования. Во время существования Венгерской Советской Республики в 1919 году был наркомом образования. В июне 1919 года Кунфи ушёл в отставку, выступив против диктатуры в Республике, а после падения ВСР бежал от белого террора в Австрию, где стал редактором австрийской газеты «Arbeiter Zeitung» и венгроязычной газеты «Világosság». В 1929 году Кунфи покончил с собой, отравившись вероналом.
Его первой супругой была Мелани Вамбери, дочь Шандора Вамбергера и Фани Штайнхаус, брак заключён 14 августа 1904 года. В браке родилась дочь Нора, вскоре Мелани и Жигмонд развелись. 29 января 1914 года вступил во второй раз в брак, супругой стала Эржебет Ронаи, сестра Золтана Ронаи и дочь Берната Ронаи и Илоны Кишфалви. Свидетелями на свадьбе были Пал Сенде и Бела Райниц.